# In the Court of the Crimson King
| 평가 점수                     | 평가 점수 |
| 출처                          | 점수      |
| ----------------------------- | --------- |
| All About Jazz                | [ 1 ]     |
| AllMusic                      | [ 2 ]     |
| Classic Rock                  | [ 3 ]     |
| Encyclopedia of Popular Music | [ 4 ]     |
| The Great Rock Discography    | 9/10      |
| Mojo                          | [ 6 ]     |
| MusicHound                    | [ 7 ]     |
| Pitchfork                     | 10/10     |
| The Rolling Stone Album Guide | [ 9 ]     |
| The Village Voice             | D+        |

《In the Court of the Crimson King》은 1969년 10월 10일, 영국의 아일랜드 레코드와 미국의 애틀랜틱 레코드에 발표된 영국의 록 밴드 킹 크림슨의 데뷔 스튜디오 음반이다. 이 음반은 블루스에서 출발한 밴드가 재즈, 클래식, 심포닉 음악의 기초와 결합 요소에 영향을 미치는 최초의 그리고 가장 영향력 있는 프로그레시브 록 장르 중 하나이다.
이 음반은 영국 음반 차트에서 5위, 미국 빌보드 200에서 28위에 올랐으며, 미국 음반 산업 협회에 의해 골드 인증을 받았다. 이 음반은 1980년대와 1990년대에 저급 마스터 테이프를 사용하여 여러 번 재발행되었다. 2003년 마스터스가 설립된 후, 2009년 40주년 음반으로 스티븐 윌슨의 새로운 스테레오와 5.1 서라운드 사운드 믹스와 함께 발매되었다. 2019년에는 3CD/1DVD 박스 세트가 있었는데, 리마스터, 악기, 오리지널 음반의 확장뿐만 아니라 50주년 기념 음반의 라이브 레코딩 DVD가 들어 있었다.

## 제작

### 구성
〈I Talk to the Wind〉라는 곡은 킹 크림슨의 전임 그룹 자일스, 자일스 앤 프립 (이 곡이 유일하게 포함된 음반의 유일한 곡)을 위해 작곡되었지만, 그룹의 부드러운 면모를 보여주기 위해 킹 크림슨이 보유하고 있었다. 작사가 피터 신필드에 따르면 이 곡은 조니 미첼의 영향을 받았으며, 1997년 인터뷰에서 그는 이 곡이 여전히 자신이 가장 좋아하는 가사라고 말했다.
〈The Court of the Crimson King〉은 키보디스트 겸 목관악기 연주자 이언 맥도널드와 신필드가 초기 그룹 더 크리에이션을 위해 작곡한 곡으로, 마지막 프로그레시브 록 구성 전 컨트리 곡으로 시작되었다.

### 녹음
킹 크림슨은 1969년 4월 9일, 런던 스피케이시 클럽에서 라이브로 데뷔했다. 그들은 1969년 7월, 런던 하이드 파크에 있는 롤링 스톤스에서 개장했고, 그 전에 25만에서 50만 명으로 추산되어 관심을 끌었다.
이 음반의 초기 세션은 1969년 초에 무디 블루스와의 작업으로 가장 유명한 프로듀서 토니 클라크와 함께 열렸다. 이 세션들이 제대로 진행되지 못하자, 이 그룹은 음반 제작을 스스로 할 수 있는 허가를 받았다. 이 음반은 런던 웨식스 사운드 스튜디오의 1인치 8채널 레코더에 녹음되어 로빈 톰슨이 엔지니어링하고 토니 페이지가 도움을 주었다. 이언 맥도널드는 이 음반에서 특유의 우렁차고 관현악적인 사운드를 얻기 위해 멜로트론 층과 다양한 목관악기와 갈대악기를 겹겹이 쌓아올리는 데 많은 시간을 보냈다. 어떤 경우에는, 이 밴드는 깊이 층을 이룬, 분리된 음악을 얻기 위해 5개의 테이프 세대를 거쳤다.
그러나 음반이 완성되고 얼마 후, 음반의 믹스다운 단계에서 사용된 스테레오 마스터 레코더에 녹음 헤드가 잘못 정렬되어 있는 것이 발견되었다. 이러한 오정렬은 높은 주파수의 손실을 초래했고 원치 않는 왜곡을 야기했다. 이것은 음반의 특정 부분, 특히 〈21st Century Schizoid Man〉에 관한 내용에서 명백하다. 결과적으로, 애틀랜틱 레코드를 위한 첫 번째 미국 발매를 준비하는 동안, 이러한 변칙들 중 일부를 교정하기 위한 시도로 원래의 2트랙 스테레오 마스터로부터 특별한 카피가 만들어졌다(아날로그 테이프 복사 과정은 대개 세대 손실을 초래한다). 1969년부터 2003년까지 이 2세대 "수정된" 카피는 수년간 바이닐, 카세트, CD 발매에 사용된 다양한 서브마스터의 더빙에 사용된 원본이었다. 그러나 원래의 "1세대" 스테레오 마스터는 1969년 최초의 믹스다운 세션이 끝난 직후에 정리되었다. 이 테이프들은 2003년까지 분실된 것으로 간주되었다.

## 커버 아트
《타임아웃》의 마니시 아가르왈은 이 음반의 커버 아트를 "무섭다"고 표현하며, "게이트폴드 바이닐로 감상하는 것이 가장 좋다"고 언급했다. 이 커버 디자인은 작사가 피터 신필드의 친구였던 컴퓨터 프로그래머 배리 고드버 (1945년~1970년)가 그린 것으로, 거울에 비친 자신의 얼굴을 모델로 삼아 작업한 것이다. 고드버는 음반 발매 직후인 1970년 2월, 심장마비로 사망했으며, 당시 24세였다. 이 그림은 그의 유일한 작품이며, 원화는 현재 로버트 프립이 소장하고 있다. 프립은 이 작품에 대해 "피터 신필드가 이 그림을 가지고 왔고, 밴드는 모두 그것을 좋아했다. 최근에 내가 이 원화를 관리하던 레이블 E.G. 레코드의 사무실에서 되찾아 왔다. 그들은 이 작품을 강한 빛 아래에 방치해 훼손될 위험이 있었기 때문에, 결국 내가 치워버렸다. 겉면의 얼굴은 스키조이드 맨(Schizoid Man)이고, 안쪽은 크림슨 킹(Crimson King)이다. 웃는 얼굴을 손으로 가려 보면, 눈에서는 놀라운 슬픔이 드러난다. 뭐라 더 덧붙일 수 있겠는가? 이 그림은 음악을 반영하고 있다."고 언급했다.

## 곡 목록
| #  | 제목                                                                          | 작사·작곡                                                           | 재생 시간 |
| -- | ----------------------------------------------------------------------------- | ------------------------------------------------------------------- | --------- |
| 1. | 〈21st Century Schizoid Man〉 (including 〈Mirrors〉)                         | 로버트 프립, 이언 맥도널드, 그렉 레이크, 마이클 자일스, 피터 신필드 | 7:24      |
| 2. | 〈I Talk to the Wind〉                                                        | 맥도널드, 신필드                                                    | 6:05      |
| 3. | 〈Epitaph〉 (including 〈March for No Reason〉 and 〈Tomorrow and Tomorrow〉) | 프립, 맥도널드, 레이크, 자일스, 신필드                              | 8:47      |

| #  | 제목 | 작사·작곡                              | 재생 시간 |
| -- | --- | -------------------------------------- | --------- |
| 4. | 〈Moonchild〉 (including 〈The Dream〉 and 〈The Illusion〉)                                                    | 프립, 맥도널드, 레이크, 자일스, 신필드 | 12:13     |
| 5. | 〈The Court of the Crimson King〉 (including 〈The Return of the Fire Witch〉 and 〈The Dance of the Puppets〉) | 맥도널드, 자일스                       | 9:25      |

## 차트
| 차트 (1969년~1970년)              | 순위 |
| --------------------------------- | ---- |
| 오스트레일리아 (켄트 뮤직 리포트) | 7위  |
| 영국 앨범 (OCC)                   | 5위  |
| 미국 《빌보드》 200               | 28위 |

## 인증
| 국가                                                  | 인증     | 판매량/출하량 |
| ----------------------------------------------------- | -------- | ------------- |
| 캐나다 (뮤직 캐나다)                                  | 플래티넘 | 100,000^      |
| 프랑스 (SNEP)                                         | 2× 골드  | 200,000*      |
| 이탈리아 (FIMI)                                       | 골드     | 25,000*       |
| 영국 (BPI)                                            | 골드     | 100,000*      |
| 미국 (RIAA)                                           | 골드     | 500,000^      |
| *판매량을 기반으로 한 인증 ^출하량을 기반으로 한 인증 |          |               |